# Боровани
Боровани (чеськ. Borovany) — місто у Чехії, розташоване в окрузі Ческе Будейовіце Південночеського краю. Мала батьківщина національного героя чеського народу гуситського лідера Яна Жижки.

## Історія
Перша письмова згадка про Боровани відноситься до 1186, коли поселення ввійшло у список володінь Цветльского абатства. У 1291 Боровани вже перебували у володінні Вока з Борован, який був, швидше за все, представником крумловської гілки роду Вітковичі, а в 1327 село купив інший представник цього роду Вілем I з Ландштейна. Його син Вітек II з Ландштейна в 1359 продав Боровани іншій гілці роду — Рожмберкам, які включили поселення до складу свого Новоградського панства.
В кінці XIV століття Боровани були поділені між кількома власниками, а у 30-х роках XV століття єдиним власником став голландський купець Петр Ліндський, що оселився в Чеське Будейовице. Він у 1455 зі схвалення короля Владислава заснував Борованський монастир августинців. Згідно з волею Петра Ліндського все його майно після смерті перейшло у власність монастиря. У 1564 монастир був ліквідований Вілемом з Рожмберка, а монастирські володіння забрані у його власність. У Борованах був назначений Рожмберкський управитель.
У 1578 владарж Вілем із Рожмберка надав Борованам статус міста і герб, на якому зображена, зокрема, п'ятипелюсткова червона троянда Рожмберків. Після зникнення цього роду у 1611 більшість їх володінь, включаючи Боровани, успадкували Швамберки. Володіння Швамберків, зокрема Боровани, були конфісковані королем в 1620  за участь представників роду у Повстанні чеських станів. Згодом король Фердинанд III передав Боровани з навколишніми селами відновленому в 1630 Борованському монастирю, підтвердивши при цьому деякі старі міські привілеї Борован і надавши нові.
Масштабна будівельна діяльність по відновленню міста, зруйнованого у Тридцятилітній війні, була розпочата монастирем аж у XVIII столітті. У другій половині століття в місті було зведено будівлю Прелатури — резиденції пробста Борованського монастиря. Після того, як внаслідок реформи Йосифа II монастир був повторно скасований у 1785, його володіння викупив князівський рід Шварценберків, які перебудували Прелатуру в замок-палац.
У 1850 місто Боровани стали самостійним муніципалітетом у складі Ческе Будейовіцького округу і судового округу з центром в Тргове-Свіни. Відкриття в 1869 залізниці, що проходить через Боровани, сприяло подальшому розвитку міста і призвело до збільшення видобутку діатоміту в його околицях. Після проголошення Чехословацької республіки в 1918 році видобуток і переробка діатомиту була передана акціонерному товариству «Calofrig».
У 1973 році Боровани офіційно отримали статус міста.

## Пам'ятки міста та округи
- Парафіяльний костел Відвідин Діви Марії
- Ганебний стовп
- Борованський замок
- Місце народження Яна Жижки в Троцнові

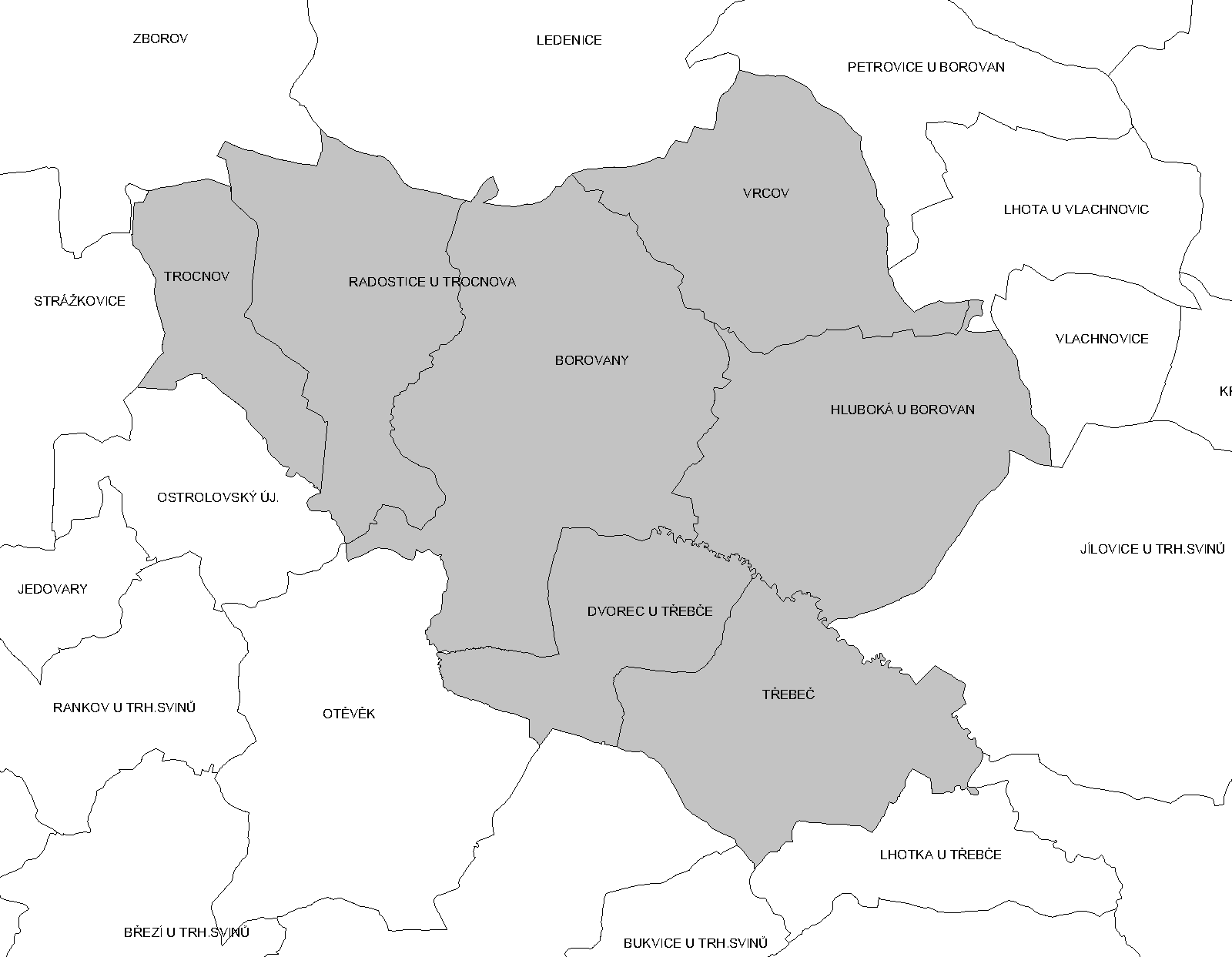
Кадастровий поділ міста

## Частини міста
- Боровани
- Палац
- Глубока-у-Борован
- Радоштіце
- Троцнов
- Тршебеч
- Врцов

## Галерея

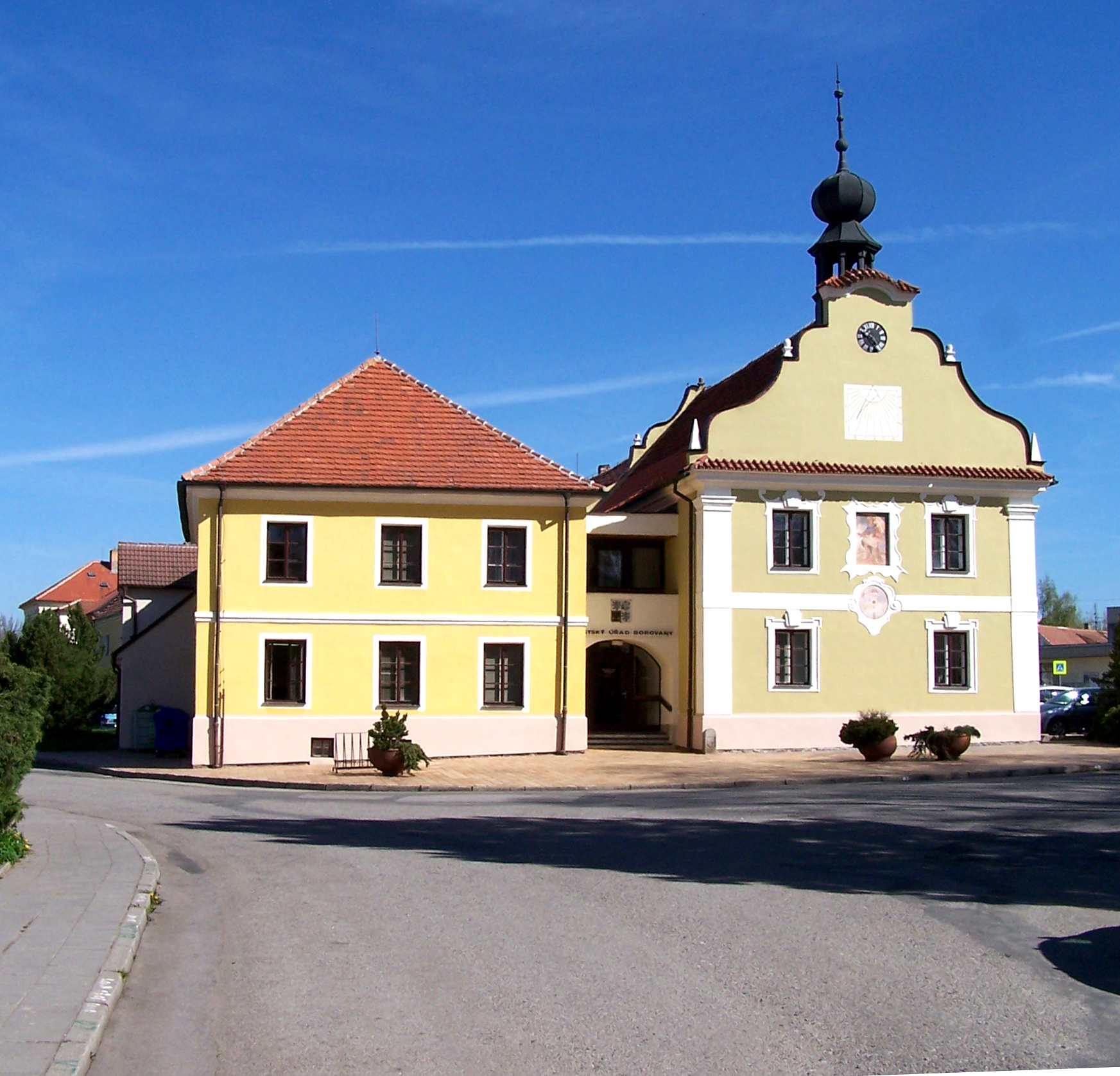
Ратуша
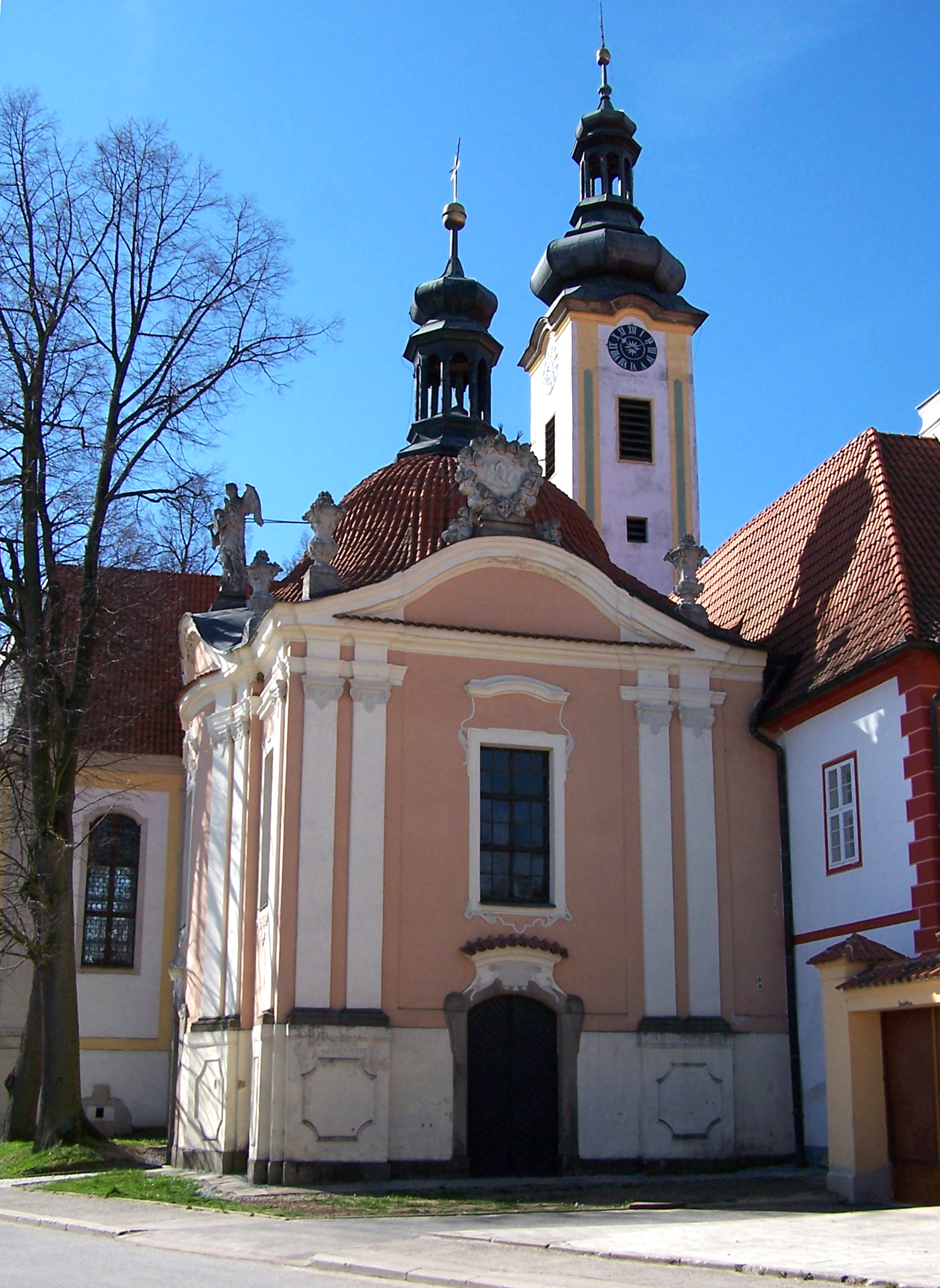
Костел Відвідин Діви Марії
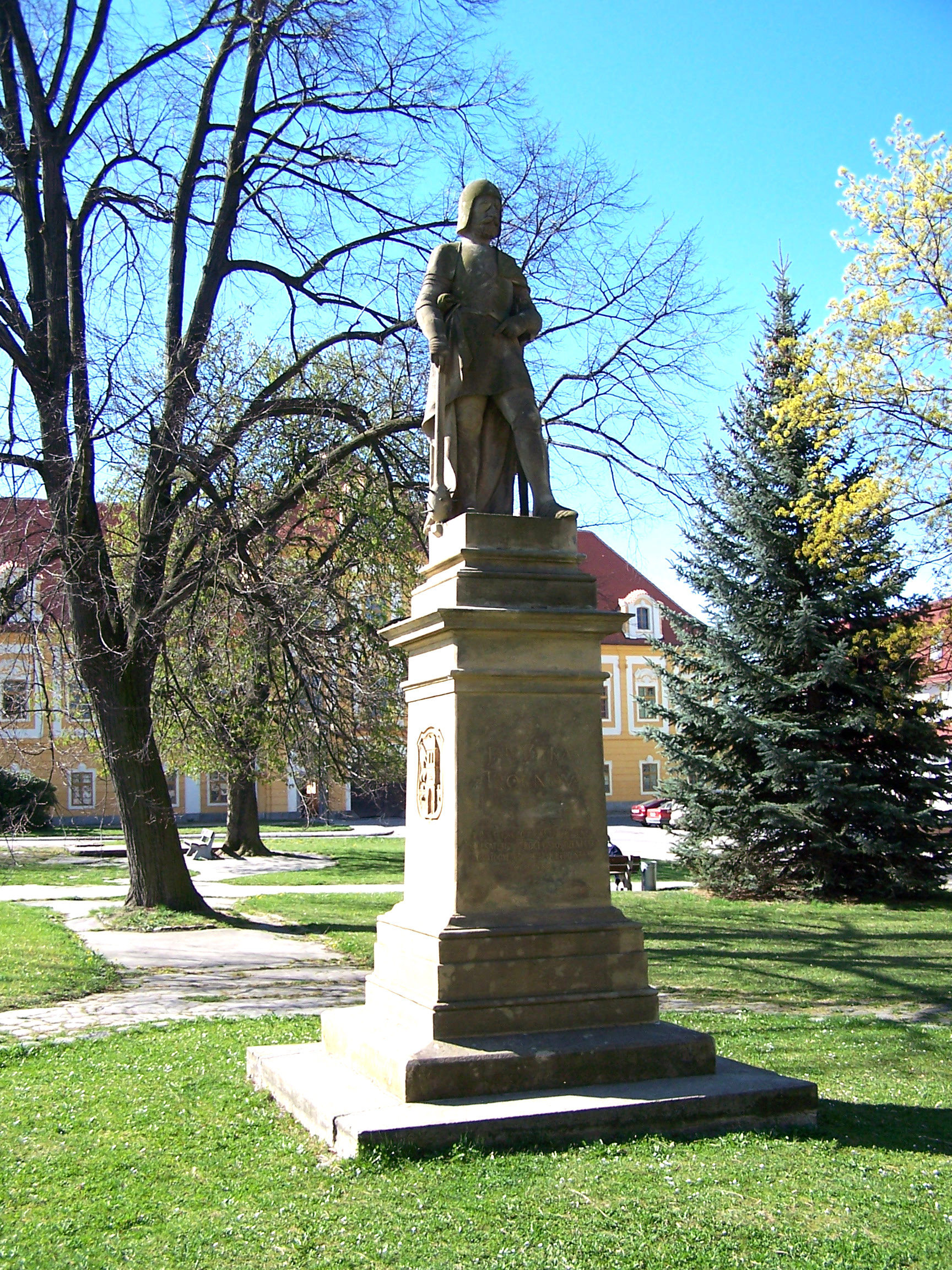
Пам'ятник Яну Жижці
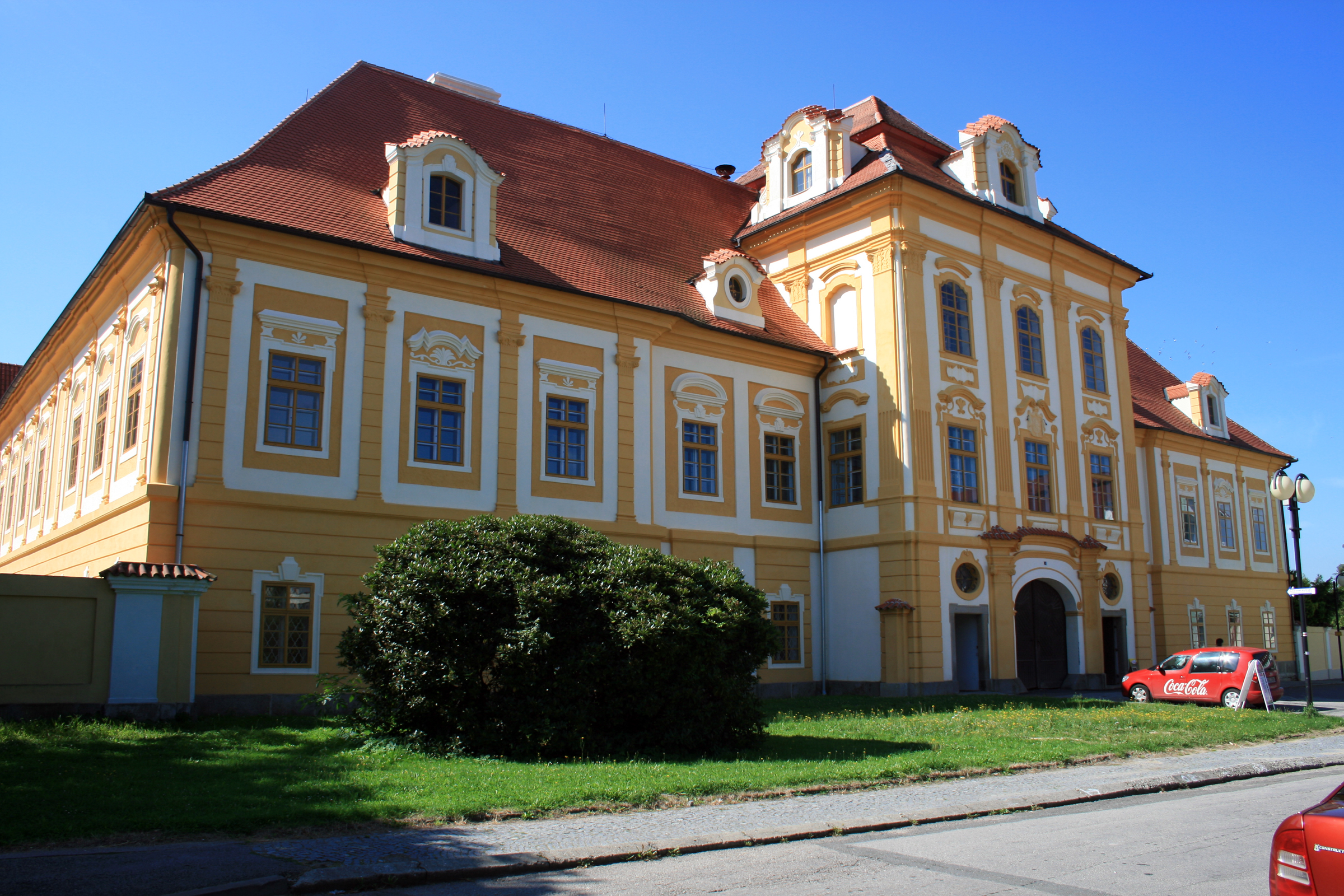
Замок
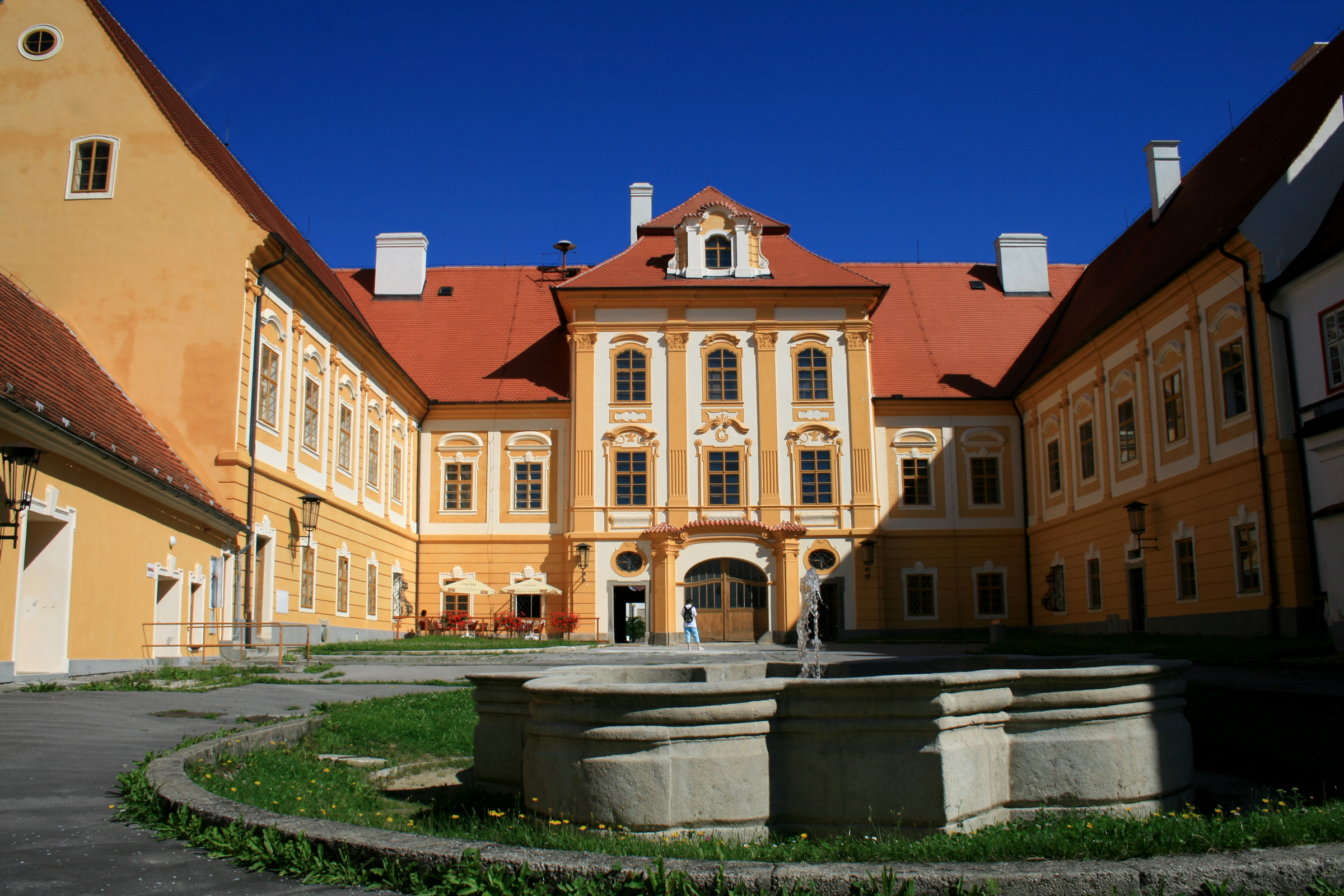
Борованський замок, колишня Прелатура монастиря
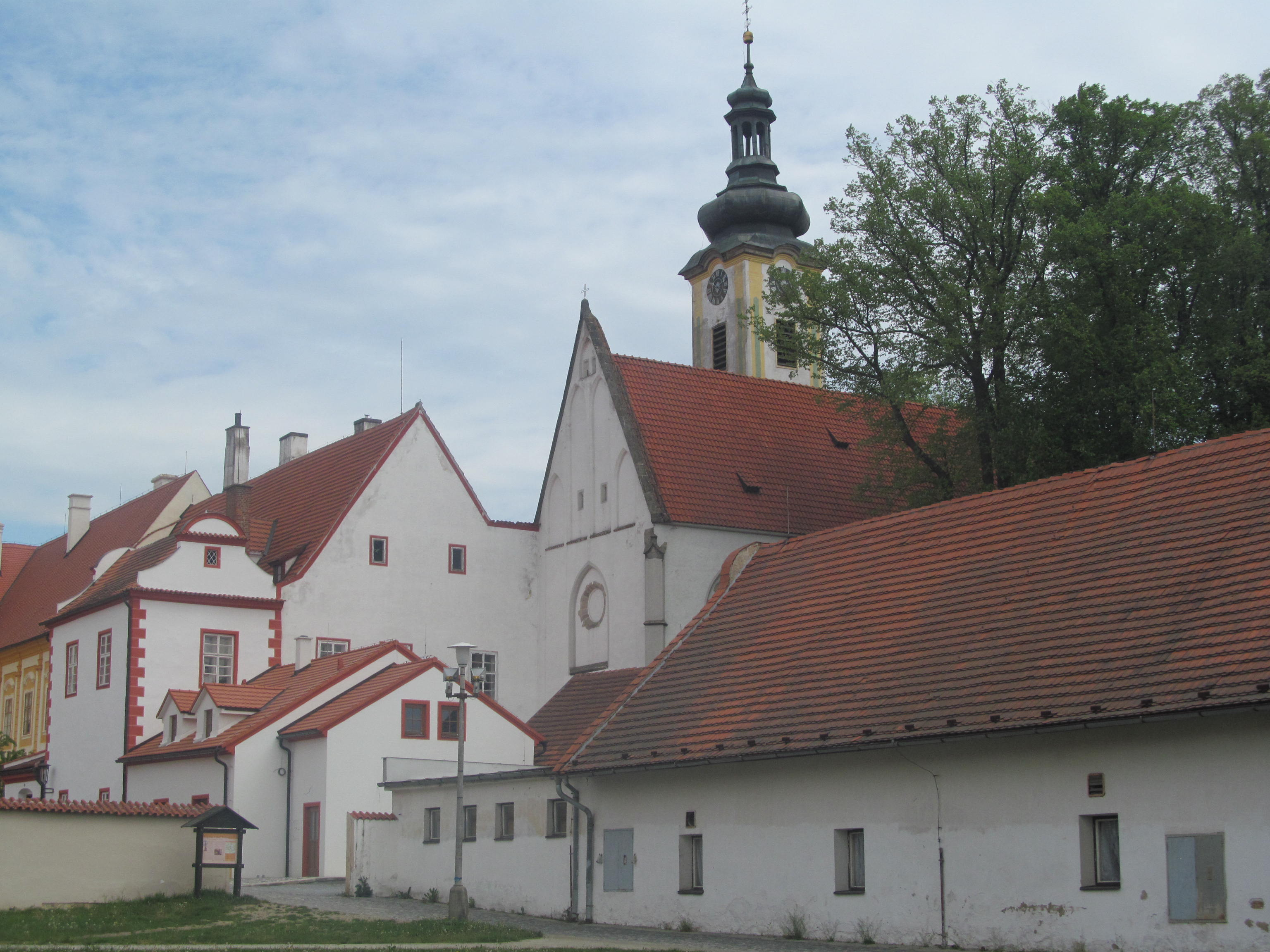
Подвір'я колишнього монастиря августинців
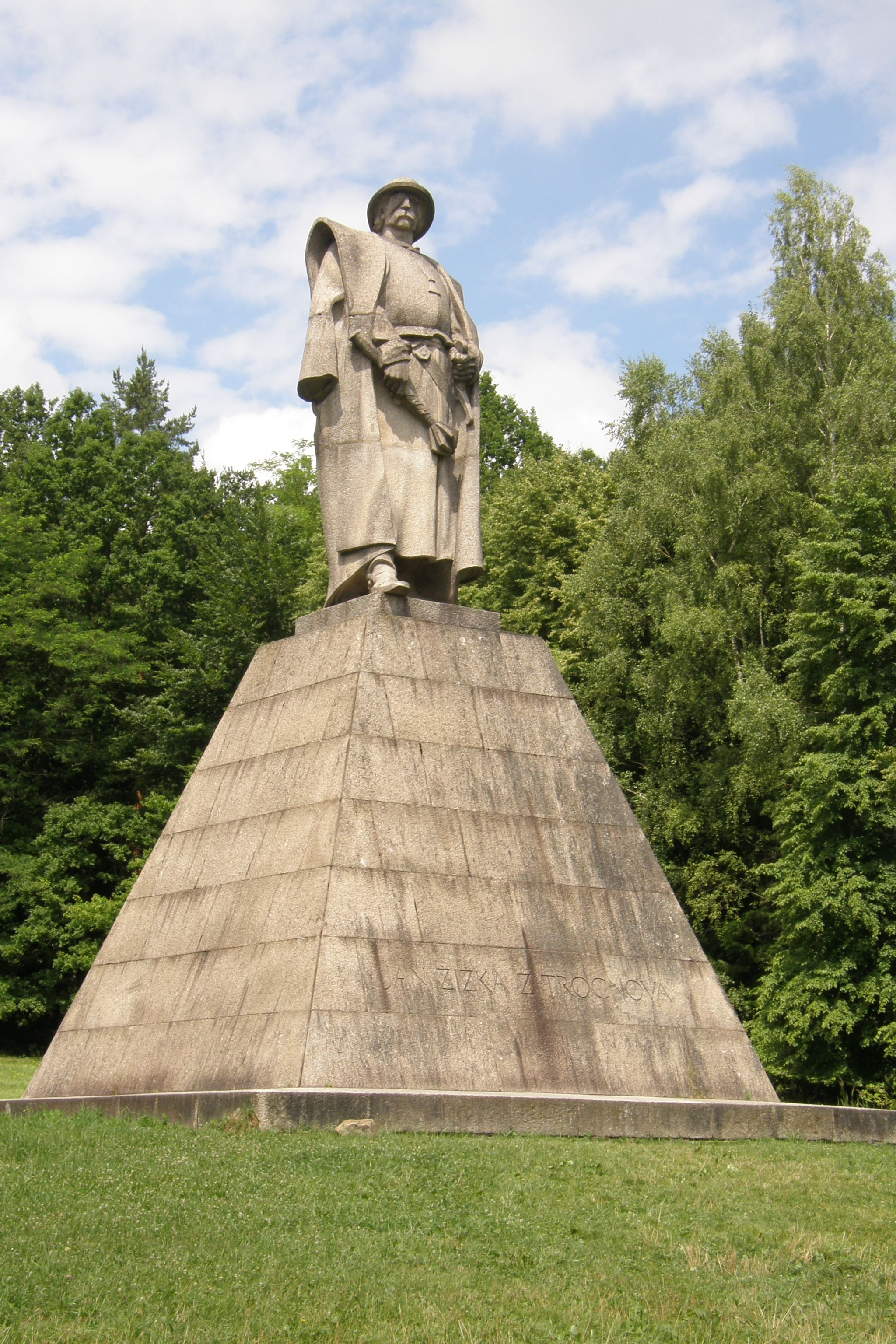
Пам'ятник Яну Жижці у Троцнові.

## Населення
| Рік  | Чисельність | Чисельність |
| ---- | ----------- | ----------- |
| 1869 | 2378        | [ 6 ]       |
| 1880 | 2636        | [ 6 ]       |
| 1890 | 2536        | [ 6 ]       |
| 1900 | 2638        | [ 6 ]       |
| 1910 | 2839        | [ 6 ]       |
| 1921 | 2924        | [ 6 ]       |
| 1930 | 2915        | [ 6 ]       |

| Рік  | Чисельність | Чисельність |
| ---- | ----------- | ----------- |
| 1950 | 2529        | [ 6 ]       |
| 1961 | 2740        | [ 6 ]       |
| 1970 | 2682        | [ 6 ]       |
| 1980 | 3045        | [ 6 ]       |
| 1991 | 3312        | [ 6 ]       |
| 2001 | 3584        | [ 6 ]       |
| 2014 | 4090        | [ 7 ]       |

| Рік  | Чисельність | Чисельність |
| ---- | ----------- | ----------- |
| 2016 | 4132        | [ 8 ]       |
| 2017 | 4133        | [ 9 ]       |
| 2018 | 4147        | [ 10 ]      |
| 2019 | 4173        | [ 11 ]      |
| 2020 | 4165        | [ 12 ]      |
| 2021 | 4166        | [ 13 ]      |
| 2021 | 4040        | [ 14 ]      |

| Рік  | Чисельність | Чисельність |
| ---- | ----------- | ----------- |
| 2022 | 4137        | [ 15 ]      |
| 2023 | 4162        | [ 16 ]      |
| 2024 | 4178        | [ 17 ]      |
| 2025 | 4184        | [ 4 ]       |

| Рік  | Чисельність | Чисельність |
| ---- | ----------- | ----------- |
| 1869 | 2378        | [ 6 ]       |
| 1880 | 2636        | [ 6 ]       |
| 1890 | 2536        | [ 6 ]       |
| 1900 | 2638        | [ 6 ]       |
| 1910 | 2839        | [ 6 ]       |
| 1921 | 2924        | [ 6 ]       |
| 1930 | 2915        | [ 6 ]       |

| Рік  | Чисельність | Чисельність |
| ---- | ----------- | ----------- |
| 1950 | 2529        | [ 6 ]       |
| 1961 | 2740        | [ 6 ]       |
| 1970 | 2682        | [ 6 ]       |
| 1980 | 3045        | [ 6 ]       |
| 1991 | 3312        | [ 6 ]       |
| 2001 | 3584        | [ 6 ]       |
| 2014 | 4090        | [ 7 ]       |

| Рік  | Чисельність | Чисельність |
| ---- | ----------- | ----------- |
| 2016 | 4132        | [ 8 ]       |
| 2017 | 4133        | [ 9 ]       |
| 2018 | 4147        | [ 10 ]      |
| 2019 | 4173        | [ 11 ]      |
| 2020 | 4165        | [ 12 ]      |
| 2021 | 4166        | [ 13 ]      |
| 2021 | 4040        | [ 14 ]      |

| Рік  | Чисельність | Чисельність |
| ---- | ----------- | ----------- |
| 2022 | 4137        | [ 15 ]      |
| 2023 | 4162        | [ 16 ]      |
| 2024 | 4178        | [ 17 ]      |
| 2025 | 4184        | [ 4 ]       |

|  |